# Алексино (Андреапольский район)
Але́ксино — деревня в Андреапольском районе Тверской области России. До 2019 года входила в состав ныне упразднённого Луговского сельского поселения.

## География
Деревня находится в западной части Тверской области, в зоне хвойно-широколиственных лесов, при автодороге 28Н-0001, на расстоянии примерно 12 километров (по прямой) на северо-восток от Андреаполя, административного центра округа. Приблизительно в 500 метрах на северо-восток расположена деревня Думино, в одном километре на юго-восток — деревня Триполево.

### Климат
Климат характеризуется как умеренно континентальный. Среднегодовая температура воздуха — 3,9 °C. Средняя температура воздуха самого холодного месяца (января) — −9,6 °C (абсолютный минимум — −46 °C), средняя температура самого тёплого (июля) — 16,8 °С (абсолютный максимум — 34 °С). Безморозный период длится около 130 дней. Годовое количество атмосферных осадков составляет 743 мм, из которых большая часть выпадает в тёплый период. Снежный покров держится в течение 147 дней.

## Население
| 2002 | 2010 |
| ---- | ---- |
| 14   | ↘1   |

## Транспорт
Деревня расположена у автодороги 28К-0001 «Москва — Рига» (Андреаполь — Пено — Хитино)